# IC 4515
IC 4515 ist eine Spiralgalaxie vom Hubble-Typ Sa? im Sternbild Bärenhüter am Nordsternhimmel. Sie ist rund 427 Millionen Lichtjahre von der Milchstraße entfernt.
Entdeckt wurde das Objekt am 10. Juli 1896 von Stéphane Javelle.